# 崇久寺
崇久寺（そうきゅうじ）とは、福岡県柳川市東蒲池にある臨済宗妙心寺派の寺院。本尊は十一面観音。

## 歴史
寺伝によると、円爾の弟子の南山士雲が鎌倉時代末期に開いたと伝えられ、後に後醍醐天皇の勅願寺となる。南北朝の争乱による度重なる兵火により幾度となく火災に見舞われたが、足利尊氏や10代当主蒲池久憲が再建する。文亀年間には14代当主蒲池治久により修改築され、以降蒲池氏累代の菩提寺となる。
元は四町もの広大な境内に塔頭八箇寺の寺で、当初は長福寺という名称だったが、享禄年間に治久を埋葬した際、治久の法号に因んで宗久寺となり、さらに崇久寺と改められる。蒲池氏全盛期には、蒲池氏の家臣たちの墓碑が3千基並んでいたともいわれる。17代当主蒲池鎮漣が肥前で龍造寺隆信により謀殺され、柳川の鎮漣の一族が滅んだ時、龍造寺氏が襲撃し、隆信の命令で、仏像は破壊されたり川に廃棄され、文書類はことごとく焼却され、寺は徹底的に破壊された。ごく一部のものだけが奇跡的にも破壊を免れ、貴重な文化財として現在まで伝えられている。
柳河藩の分限帳「延宝九酉年知行取無足扶持方共」（1681年）の『寺社領並諸合力米』に「高6石 蒲池 崇久寺」とあり、藩内寺社としては第22位の位置づけである。

幕末に蒲池鎮漣の娘の徳子の子孫であり、2千石の旗本だった窪田鎮勝（蒲池鎮克）が、徳川幕府最後の西国郡代となって日田に赴任してきた時、崇久寺に詣でており、徳子の叔父の蒲池統安の子孫で柳川藩家老格だった蒲池鎮之と面談したという記録がある。
境内には蒲池鑑盛や蒲池徳子など蒲池氏一族の墓碑がある。

## 文化財
- 木造十一面観音坐像付木造増長天像、木像多聞天像 柳川市指定有形文化財
- 木造南山士雲坐像 柳川市指定有形文化財